# Líšná (Vysočina)
Líšná (in tedesco Lischna) è un comune ceco situato nel distretto di Žďár nad Sázavou, nella regione di Vysočina.